# Starnberg
Starnberg egy kisváros Németországban, Bajorország déli részén. 2010-ben több mint 23 000 fős település, a Starnberg kerület központja.

## Történelme
A terület már az ókor óta lakott. A település első írásos említése 1226-ból származik, amikor is az Andechs-Meraniai grófi család birtoka volt. A merániai ház magyar kötődéssel is rendelkezik, hisz Merániai Gertrúd a 13. század elején II. András magyar király felesége volt. Starnberg várát 1246-ban a Wittelsbach-ház csapatai elfoglalták és ettől kezdve évszázadokon át a birtokukban is maradt. A várat kibővítették, nyári szállásul szolgáló kastélyrészt építettek hozzá a 15-16. század során. A 19. században válik a térség központi településévé, 1851-ben a Starnbergi-tavon kifutott az első gőzhajó, a „Miksa”. 1854-ben közvetlen vasúti összeköttetés jött létre Münchennel, Bajorország fővárosával. Ennek ellenére a 20. század elejéig a halászat és a mezőgazdaság maradt a település vezető ágazata, viszont a világháborúk után egyre inkább München befolyása alá került. 1972-től megindult az S-Bahn közlekedés is, melynek köszönhetően müncheni munkahelyek váltak elérhetővé a helyi lakosok számára. Az ingázó lakosok mellett sokan a helyi szolgáltató szektorban, azon belül is a turizmusban találják meg boldogulásukat. A 21. századra a müncheniek egyik legfontosabb kikapcsolódási helyévé vált a tóparti Starnberg.

## Népessége
| Év   | Népesség |
| ---- | -------- |
| 1871 | 1 147    |
| 1900 | 2 853    |
| 1910 | 3 633    |
| 1919 | 4 214    |
| 1929 | 4 838    |
| 1939 | 5 846    |
| 1946 | 8 540    |

| Év   | Népesség |
| ---- | -------- |
| 1950 | 9 234    |
| 1960 | 10 490   |
| 1970 | 10 504   |
| 1978 | 17 517   |
| 1983 | 17 583   |
| 1990 | 20 371   |
| 2000 | 21 650   |

| Év   | Népesség |
| ---- | -------- |
| 2002 | 22 507   |
| 2003 | 22 543   |
| 2004 | 22 676   |
| 2005 | 23 067   |
| 2006 | 22 959   |
| 2007 | 23 034   |
| 2008 | 23 136   |

## Testvértelepülése
1977 óta Starnberg testvérvárosi kapcsolatokat ápol a franciaországi Dinard településsel. Minden évben egy-egy küldöttség látogatja meg a másik települést, valamint cserediák-program is működik a két város közt.